# Nikomakhosz (tragédiaköltő)
Nikomakhosz (Kr. e. 4. század) görög tragédiaköltő.
Életéről mindössze a Szuda-lexikon közöl rövid információt, amely szerint a drámaversenyeken egy ízben diadalt aratott Euripidész és Theognisz felett. Műveiből semmi sem maradt ránk.